# Slănic Moldova
Slănic Moldova – miasto we wschodniej Rumunii, w Karpatach Zachodnich (okręg Bacău).
Liczba mieszkańców w 2003 roku wynosiła ok. 5 tys. Miasto jest uzdrowiskiem ze źródłami mineralnymi.